# Maria Pacôme
Maria Pacôme, született Simonne Pacôme (Párizs, 1923. július 18. – Ballainvilliers, 2018. december 1.) francia színésznő.

## Fontosabb filmjei
- Akar velem táncolni? (Voulez-vous danser avec moi) (1959)
- A nagyváros örömei (Le tracassin ou Les plaisirs de la ville) (1961)
- Főnök szoknyában (Un drôle de caïd) (1964)
- A Saint Tropez-i csendőr (Le gendarme de Saint-Tropez) (1964)
- Egy kínai viszontagságai Kínában (Les tribulations d’un Chinois en Chine) (1965)
- Kedves csirkefogó (Tendre voyou) (1966)
- Au théâtre ce soir (1966–1977, tv-sorozat, hét epizódban)
- Az O Ügynökség aktái (Les dossiers de l’agence O) (1968, tv-sorozat, egy epizódban)
- A vidéki ház (La maison de campagne) (1969)
- Les enquêteurs associés (1970, tv-sorozat, 12 epizódban)
- A szórakozott (Le distrait) (1970)
- Már ez is probléma? (Pas de problème!) (1975)
- A helyzet komoly, de nem reménytelen (La situation est grave… mais pas désespérée) (1976)
- Éretlenek (Les sous-doués) (1980)
- Hétköznapi csetepaté (La crise) (1992)
- Ideális páros (Un couple modèle) (2001, tv-film)
- Pelenkás bajkeverő (Mauvais esprit) (2003)
- Ketten egy villában (Une villa pour deux) (2003, tv-film)
- Vénusz és Apolló (Vénus & Apollon) (2005, tv-sorozat, egy epizódban)
- Parázsló szenvedélyek (Les secrets du volcan) (2006, tv-film)